# Claude Sautet
Claude Sautet (Montrouge, 1924. február 23. – Párizs, 2000. július 22.) kétszeres César-díjas francia filmrendező, forgatókönyvíró.

## Élete
Főiskolai tanulmányait az Iparművészeti Főiskolán végezte, ahol festészetet és szobrászatot tanult.
Zenekritikákat írt. A Combat-ban zenei témájú cikkeket és kritikákat írt. Az igazi sikert az 1969-ben készített Az élet dolgai című film hozta meg számára.

## Filmjei
- Jó reggelt, mosoly! (1956)
- Kockázatos korosztály (1960)
- Szemek arc nélkül (1960)
- Az aranycsempész (1964) – segédrendező, forgatókönyvíró
- Fegyvert bal kézbe! (1965)
- Az élet dolgai (1969)
- Borsalino (1970) – forgatókönyvíró
- Sátáni ötlet (1971)
- Egy válás meglepetései (1971)
- César et Rosalie (1972)
- Vincent, François, Paul és a többiek (1974)
- Mado (1976)
- Egyszerű eset (1978)
- A rossz fiú (1980)
- Főúr! (1983)
- Dermedt szív (1992)
- Nelly és Arnaud úr (1994)
- Lumiere gyermekei (1995)
- Néhány nap velem (1998)

## Díjai
- César-díj a legjobb rendezőnek (1993, 1996)
- David di Donatello-díj (1993, 1996)